# 贝加德鲁伊蓬塞
贝加德鲁伊蓬塞，是西班牙卡斯蒂利亚-莱昂巴利亚多利德省的一个市镇。总面积31平方公里，总人口120人（2001年），人口密度4人/平方公里。